# Grupo etnográfico
Um grupo etnográfico (ou etnocultural) é um grupo cujos traços culturais o fazem se destacar do grupo étnico maior - do qual faz parte. Segue-se que os membros de um grupo etnográfico também se consideram membros do grupo étnico maior, com o qual compartilham uma consciência coletiva, apesar de certas características distintas do grupo maior. Depreende-se que os grupos etnográficos sejam significativamente assimilados ao grupo étnico maior do qual fazem parte, embora mantenham traços culturais distintivos, em termos de linguagem, religião, costumes e outros. 
O conceito de grupo etnográfico é raramente encontrado em trabalhos acadêmicos ocidentais mas ocorre em estudos etnográficos a partir do final do século XX, na antiga União Soviética e nos países do então chamado Bloco do Leste.  O conceito foi usado, por exemplo, em obras de etnógrafos búlgaros, georgianos, húngaros e poloneses.
O historiador Paul Robert Magocsi (n. 1945), professor catedrático de Estudos Ucranianos da Universidade de Toronto, descreveu o conceito de grupo etnográfico como intimamente relacionado ao de grupo étnico. Um exemplo de grupos etnográficos seriam os resultantes da divisão do grupo étnico ruteno subcarpático, em  lemkos, boykos e hutsuls. Outros grupos também descritos por estudiosos como grupos etnográficos incluem os pomaks, na Bulgária; os tártaros de Lipka, na Polônia; os adjarianos e queusúrios, na Geórgia; os feilis, no Iraque e no Irã. 
Entretanto, alguns estudiosos utilizam ambos os conceitos - grupo etnográfico e grupo étnico - como sinônimos, rejeitando a distinção entre ambos.